# جک پارت
جک پارت (انگلیسی: Jack Peart; ۱۳ اکتبر ۱۸۸۴) بازیکن فوتبال اهل بریتانیا بود.
از باشگاه‌هایی که در آن بازی کرده‌است می‌توان به باشگاه فوتبال برنتفورد، باشگاه فوتبال آرسنال، و باشگاه فوتبال آرسنال، اشاره کرد.